# Monastero di Nostra Signora di Valserena
Il monastero di Nostra Signora di Valserena è un monastero cistercense nel comune di Guardistallo.

## Storia e descrizione
Progettato nel 1968 dagli architetti Remo Baroni e Carla Baroni, il complesso monastico ripete alcune soluzioni (come la parte posteriore e il campanile) già impiegate nella coeva ristrutturazione della chiesa dei Santi Pietro e Leopoldo a Saline di Volterra.
L'interno della chiesa, semplice e solenne, è quasi completamente occupato dal coro, mentre la mensa dell'altare è sorretta da un grosso capitello del XII secolo a foglie e fiori stilizzati, proveniente dalla diruta badia di San Giusto in Volterra. Il complesso appartiene alla comunità di monache contemplative dell'ordine dei Cistercensi di stretta osservanza; la loro esistenza è caratterizzata dal silenzio, dalla liturgia solennemente celebrata, dalla semplicità e austerità di vita.